# Magyar Suzuki Swift Kupa

## Története
A Suzuki Swift Kupát a Zengő Motorsport hívta életre 2006-ban az Opel Astra Classic Kupa helyett.  Az Astra Kupa anno 1994-ben az első márkakupa sorozat volt hazánkban, és rengeteg ma már híres versenyzőt nevelt ki. Az Opelek látványos küzdelmein felbuzdulva 2003-ban elindult a Renault Clio Kupa, amely már eggyel magasabb lépcsőt jelentett a versenyzésre vágyóknak. Azt már ekkor tudta mindenki, hogy időközben az Astrák ideje szép lassan lejár, tehát időszerűvé vált a váltás. Sokáig ment a találgatás, hogy pontosan mikor és melyik modell söpri le az Astrákat a hadszíntérről, de az új Swift bemutatása után ez már nem volt kérdés.
2010-ben a Zengő Motorsport átadta a kupa szervezési jogát a GFS Motorsportnak, így a kupasorozat jövője biztosítva maradt. 
2011-ben a sorozat a környezet tudatosság jegyében áttért a Bioetanol (85) üzemanyagra. Mivel a sorozat egyre több külföldi helyszínen jelent meg, sok esetben nehézkes volt az üzemanyag ellátás. Ezért a verseny szervezői 2013-tól újra a hagyományos E95-ös üzemanyagra tértek vissza. A sorozat folyamatos fejlődését mutatja, hogy 2012-ben a GT1 Világbajnokság és az ADAC Masters Bajnokság betétfutamaként is szerepelt, 2013 májusában, pedig a WTCC és a Truck Race Európa-bajnokság ausztriai futamain is szerepelt. Még ebben az évben bevezetésre került a Super-pole rendszerű időmérő verseny, mely az erőviszonyokat kívánta kiegyenlíteni.
2014-ben a Suzuki Swift Kupa jelentős változáson ment keresztül. A sorozat promótere a GFS Motorsport együttműködést kezdett a Suzuki Magyarországgal arról, hogy nemzetközivé válhasson a széria. 2014. február 25-én bejelentették, hogy új kategóriával bővül a Suzuki Cup Europe sorozat. 2014. márciusában a felek megállapodtak, hogy a Suzuki név elhagyásra kerül és Swift Cup Europe néven kerül bejegyzésre. A sorozat az 1,3-as Swift modellek mellett külön bajnokságot indít Suzuki Swift 1,6 Sport (2013) modellekkel.

## Autóról
Az átalakítások még 2005 végén kezdődtek, már akkor elkészült egy prototípus, amelyet aztán szép lassan kupálgattak, míg 2006 májusra elnyerte végleges formáját. A végeredmény egy brutálisan becsövezett háromajtós, 1.3-as Suzuki Swift, amely a repedthangú Proex kipufogórendszernek és sport levegőszűrőnek köszönhetően 107 LE-s lett. A kocsiból kidobáltak mindent, csak a kötelező versenyfelszerelés maradt, mint a kagylóülés, hatpontos öv, tűzoltó készülék, áramtalanító … Természetesen a futómű is változott, hiszen az utcait egy KW állítható versenyfutómű váltotta, míg a hajtás annyiban változott, hogy az erősebb motorhoz egy rövidebb végáttételű váltó került, az utcai gumikat meg leváltották a versenyslickek.

## Bajnokok
|      | Pilota             | Csapat                |
| ---- | ------------------ | --------------------- |
| 2006 | Michelisz Norbert  | Zengő Motorsport Kft. |
| 2007 | Szobi Balázs       | Zengő Motorsport Kft. |
| 2008 | Assenbrenner Tibor | Proex Motorsport      |
| 2009 | Kiss Norbert       | Procar Motorsport     |
| 2010 | Ifj. Ficza Ferenc  | RCM Motorsport        |
| 2011 | Tim Gábor          | GFS Motorsport        |
| 2012 | Bárkovics Zoltán   | RCM MOtorsport        |

## Statisztikák
Futamgyőzelmek
|    | Pilota             |   |
| -- | ------------------ | - |
| 1. | Michelisz Norbert  | 6 |
| 2. | Szelényi Alfréd    | 4 |
| -  | Assenbrenner Tibor | 4 |
| 4  | Szobi Balázs       | 3 |
| 5. | Pantl Péter        | 2 |
| 6. | Pápai László       | 1 |
| -  | Lamara Roland      | 1 |
| -  | Vida János         | 1 |
| -  | dr. Grigalek Gábor | 1 |

## Lásd még
- 2007-es Magyar Suzuki Swift Kupa
- Magyar SEAT León Kupa

## Külső hivatkozások
- Márkakupa.hu
- Suzuki.hu